# Оливер, Джеки
Дже́ки О́ливер  (англ. Keith Jack Oliver; 17 августа 1942, Редбридж, Лондон, Великобритания) — британский автогонщик, принимавший участие в Формуле-1, Can-Am и гонках на выносливость 24 часа Ле-Мана. В Формуле-1 принял участие в более чем полусотне Гран-при, дебютировав 6 августа 1967 года. Дважды финишировал третьим, заработав за карьеру 13 очков. Наиболее известен как сооснователь автогоночной команды Arrows.

## Карьера
Свою длинную карьеру в автоспорте Оливер начал в 1961, управляя Mini в гонках Британского автомобильного клуба. После этого Оливер перешёл в гонки GT на Lotus Elan, где показывал отличные результаты. Далее Джеки удалось пробиться в Формулу-3, где его, несмотря на высокую скорость, преследовали механические проблемы.
Тем не менее, в 1967 Оливер был повышен в классе, попав в Team Lotus Формулы-2. Дебютировал он на Гран-при Германии, где пришёл к финишу на 5-м месте в общем и первым в классе Формуле-2. В 1968 Колин Чепмен предложил ему место в команде Ф-1 после смерти Джима Кларка. Контракт же не предусматривал гонок в Формуле-2. Во время переговоров с несостоявшимся гонщиком Тони Радлином, который в то время был ответственным за Роджера Фрогли в Herts and Essex Aero Club, выяснилось, что дебют в Ф-1 может не состояться.
Lotus, всё-таки предоставил машину и механиков, которые выступали в роли спортивных менеджеров, в то время как Радлин был менеджером команды. Lotus F2 была успешной, хотя и не совсем относилась к Team Lotus. В конце сезона команда была приглашена на 4 гонки аргентинской гоночной серии «Temporada». The Herts and Essex Team финишировала третьей. Сезон Формулы-1 обещал быть тяжёлым, поскольку Оливеру не всегда удавалось финишировать. Он лидировал на Гран-при Великобритании до тех пор, пока не отказал двигатель. В том сезоне Джеки удалось финишировать только дважды, причем лучшим был финиш на третьем месте на Гран-при Мексики.

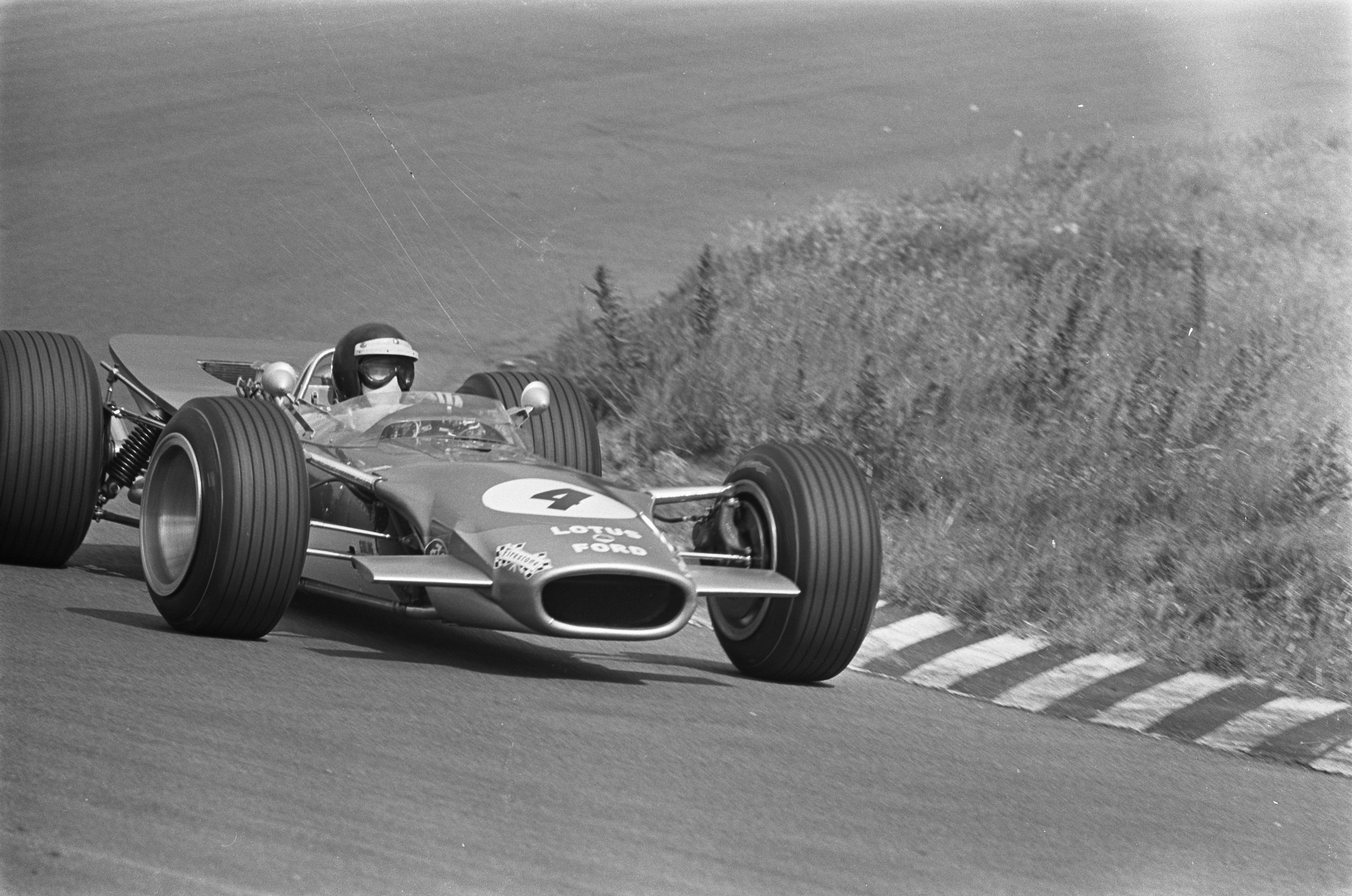
Оливер за рулем Lotus 49 на Гран-при Нидерландов (1968 год)

Так как в 1969 году Lotus подписала контракт с Йохеном Риндтом, Оливер перешёл в BRM. Для него эти два года, что он провел в команде из Бурна, были очень тяжёлыми. Это уничтожило его карьеру. За это время ему удалось доехать до финиша лишь четырежды, набрав только три очка — одно за 6-е место в Гран-при Мексики 1969 года и два за 5-е место в Гран-при Австрии 1970 года. Однако, в 1970 году ему удалось лидировать в нескольких этапах серии ROC, оставив позади Стюарта и заняв высокое третье место на ГП Голландии и Великобритании. Низкий результат Гран-при Австрии боссу BRM Лу Стэнли не понравился, и он считал, что у Родригеса машина была быстрее, однако на Гран-при Италии Оливеру удавалось держаться в плотной группе лидеров, пока не отказал двигатель. Стенли описал Оливера как «хорошего гонщика, но не столь хорошего, как считает он сам». По результатам команды BRM было видно, что её время прошло. Пандиты и титульный спонсор BRM, Yardley, были удивлены тем, что Оливера уволили из команды. Джеки Стюарт оценил Оливера как хорошего гонщика Гран-при и Can-Am.
Лучшими результатами за эти годы стали четыре победы в команде Джона Вайера на Ford GT40 — 12 часов Себринга и 24 часа Ле-Мана с Жаки Иксом в 1969 и 24 часа Дайтоны и 1000 км Монцы в 1971 с Педро Родригесом.
В 1969 дебютировал в гонках Can-Am в команде Don' Nicols Shadow на болиде TI-22. В 1971 Оливер выходил лишь трижды на старта Формулы-1 как третий пилот McLaren. В 1972 Джеки сконцентрировался полностью на гонках Can-Am, хотя и провел один старт за BRM, который закончился для него сходом.
В 1973 году Shadow приняла участие в Формуле-1, и лидером команды стал Оливер. Shadow DN1 оказалась прихотливой машиной, и снова его сезон был испорчен из-за механических проблем. Однако на Гран-при Канады Оливер лидировал, и многие думали, что он выиграл гонку. Это произошло из-за ливня в конце гонки, и следствием этого стало большое количество пит-стопов. В итоге Оливер был классифицирован 3-м — его единственный финиш в очковой зоне.
В 1974 он снова сосредоточился на гонках Can-Am, выиграв титул для Shadow. Джеки был заинтересован больше в менеджменте команды, чем участием в гонках. Тем не менее, он соревновался три сезона в Формуле 5000 и участвовал в гонке чемпионов 1977 года, заняв 9-е место в Гран-при Швеции.

## Arrows
В конце 1977 года Джеки покидает команду Shadows и вместе с финансистом Франко Амброзио, дизайнерами Тони Саутгейтом и Аланом Риисом и инженером Дэйвом Воссом создает собственную команду Формулы-1 — Arrows. Её первыми пилотами становятся молодой гонщик Риккардо Патрезе, ранее выступавший в Shadows и Рольф Штоммелен. Команда стала известна самой долгой серией гонок без побед — 382 Гран-при.
В конце 1989 года Оливер продал большую часть своего пакета акций японской компании Footwork, однако, из-за финансовых проблем команда не развивалась и была возвращена в конце 1993 года. В 1996 году он снова продал значительную часть акций Тому Уокиншоу, владельцу команды Tom Walkinshaw Racing, а в 1999 году полностью отошёл от управления командой.

## Результаты выступлений в Формуле-1
| Легенда к таблице |                                                                    |
| --- | ------------------------------------------------------------------ |
| В таблице перечислены результаты всех Гран-при Формулы-1, в которых принимал участие гонщик. Строками таблицы являются сезоны, столбцами — этапы чемпионата мира. В каждой клетке указаны сокращённое название этапа и результат, дополнительно обозначенный цветом. Расшифровка обозначений и цветов представлена в нижеследующей таблице. |                                                                    |
| \| Пример \| Описание \| \| ------------ \| ------------------------------------------------------------------ \| \| 1 \| Победитель \| \| 2 \| Второе место \| \| 3 \| Третье место \| \| 5 \| Финишировал, заработав очки \| \| Сход \| Не финишировал, но при этом заработал очки \| \| 12 \| Финишировал, не получив очков \| \| НКЛ \| Финишировал, но не попал в финальную классификацию \| \| 15 \| Участвовал вне зачёта, либо по отдельной классификации \| \| 18 \| Не финишировал, но попал в финальную классификацию \| \| Сход \| Не финишировал \| \| НКВ \| Не прошёл квалификацию \| \| НПКВ \| Не прошёл предквалификацию \| \| ДСК \| Дисквалифицирован \| \| ИСК \| Исключён из протокола соревнований \| \| ТТ \| Заявлен для участия только в тренировках \| \| НС \| Участвовал в квалификации, но не стартовал в гонке \| \| Т \| Травмирован или болен \| \| ОТК \| Отказ от участия \| \| НТР \| Прибыл на соревнования, но на трассу не выезжал \| \| НПР \| Был заявлен в числе участников, но не прибыл к началу соревнований \| \| О \| Соревнования отменены \| \| \| Не участвовал \| \| Поул-позиция \| \| \| Быстрый круг \| \| |                                                                    |
| Пример | Описание                                                           |
| 1 | Победитель                                                         |
| 2 | Второе место                                                       |
| 3 | Третье место                                                       |
| 5 | Финишировал, заработав очки                                        |
| Сход | Не финишировал, но при этом заработал очки                         |
| 12 | Финишировал, не получив очков                                      |
| НКЛ | Финишировал, но не попал в финальную классификацию                 |
| 15 | Участвовал вне зачёта, либо по отдельной классификации             |
| 18 | Не финишировал, но попал в финальную классификацию                 |
| Сход | Не финишировал                                                     |
| НКВ | Не прошёл квалификацию                                             |
| НПКВ | Не прошёл предквалификацию                                         |
| ДСК | Дисквалифицирован                                                  |
| ИСК | Исключён из протокола соревнований                                 |
| ТТ | Заявлен для участия только в тренировках                           |
| НС | Участвовал в квалификации, но не стартовал в гонке                 |
| Т | Травмирован или болен                                              |
| ОТК | Отказ от участия                                                   |
| НТР | Прибыл на соревнования, но на трассу не выезжал                    |
| НПР | Был заявлен в числе участников, но не прибыл к началу соревнований |
| О | Соревнования отменены                                              |
| | Не участвовал                                                      |
| Поул-позиция |                                                                    |
| Быстрый круг |                                                                    |

| Сезон | Команда                    | Шасси        | Двигатель       | Ш | 1        | 2        | 3        | 4        | 5        | 6        | 7        | 8        | 9        | 10       | 11      | 12       | 13       | 14    | 15     | 16  | 17  | Место | Очки |
| ----- | -------------------------- | ------------ | --------------- | - | -------- | -------- | -------- | -------- | -------- | -------- | -------- | -------- | -------- | -------- | ------- | -------- | -------- | ----- | ------ | --- | --- | ----- | ---- |
| 1967  | Lotus Components Ltd.      | Lotus 48     | Cosworth 1,6 L4 | F | ЮАР      | МОН      | НИД      | БЕЛ      | ФРА      | ВЕЛ      | ГЕР 5    | КАН      | ИТА      | США      | МЕК     |          |          |       |        |     |     | —     | 0    |
| 1968  | Gold Leaf Team Lotus       | Lotus 49     | Cosworth 3,0 V8 | F | ЮАР      | ИСП      | МОН Сход |          |          |          |          |          |          |          |         |          |          |       |        |     |     | 15    | 6    |
| 1968  | Gold Leaf Team Lotus       | Lotus 49B    | Cosworth 3,0 V8 | F |          |          |          | БЕЛ 5    | НИД НКЛ  | ФРА      | ВЕЛ Сход | ГЕР 11   | ИТА Сход | КАН Сход | США НС  | МЕК 3    |          |       |        |     |     | 15    | 6    |
| 1969  | Owen Racing Organisation   | BRM P133     | BRM 3,0 V12     | D | ЮАР 7    | ИСП Сход | МОН Сход | НИД Сход | ФРА      | ВЕЛ Сход |          |          |          |          |         |          |          |       |        |     |     | 16    | 1    |
| 1969  | Owen Racing Organisation   | BRM P138     | BRM 3,0 V12     | D |          |          |          |          |          |          | ГЕР Сход |          |          |          |         |          |          |       |        |     |     | 16    | 1    |
| 1969  | Owen Racing Organisation   | BRM P139     | BRM 3,0 V12     | D |          |          |          |          |          |          |          | ИТА Сход | КАН Сход | США Сход | МЕК 6   |          |          |       |        |     |     | 16    | 1    |
| 1970  | Owen Racing Organisation   | BRM P153     | BRM 3,0 V12     | D | ЮАР Сход |          |          |          |          |          |          |          |          |          |         |          |          |       |        |     |     | 20    | 2    |
| 1970  | Yardley Team BRM           | BRM P153     | BRM 3,0 V12     | D |          | ИСП Сход | МОН Сход | БЕЛ Сход | НИД Сход | ФРА Сход | ВЕЛ Сход | ГЕР Сход | АВТ 5    | ИТА Сход | КАН НКЛ | США 7    | МЕК Сход |       |        |     |     | 20    | 2    |
| 1971  | Bruce McLaren Motor Racing | McLaren M14A | Cosworth 3,0 V8 | G | ЮАР      | ИСП      | МОН      | НИД      | ФРА      | ВЕЛ Сход | ГЕР      |          | ИТА 7    | КАН      | США     |          |          |       |        |     |     | —     | 0    |
| 1971  | Bruce McLaren Motor Racing | McLaren M19A | Cosworth 3,0 V8 | G |          |          |          |          |          |          |          | АВТ 9    |          |          |         |          |          |       |        |     |     | —     | 0    |
| 1972  | Marlboro BRM               | BRM P160     | BRM 3,0 V12     | F | АРГ      | ЮАР      | ИСП      | МОН      | БЕЛ      | ФРА      | ВЕЛ Сход | ГЕР      | АВТ      | ИТА      | КАН     | США      |          |       |        |     |     | —     | 0    |
| 1973  | Shadow Racing Team         | Shadow DN1   | Cosworth 3,0 V8 | G | АРГ      | БРА      | ЮАР Сход | ИСП Сход | БЕЛ Сход | МОН 10   | ШВЕ Сход | ФРА Сход | ВЕЛ Сход | НИД Сход | ГЕР 8   | АВТ Сход | ИТА 11   | КАН 3 | США 13 |     |     | 14    | 4    |
| 1977  | Shadow Racing Team         | Shadow DN8   | Cosworth 3,0 V8 | G | АРГ      | БРА      | ЮАР      | СШЗ      | ИСП      | МОН      | БЕЛ      | ШВЕ 9    | ФРА      | ВЕЛ      | ГЕР     | АВТ      | НИД      | ИТА   | США    | КАН | ЯПО | —     | 0    |